# Estakada Jacka Kaczmarskiego w Krakowie
Estakada im. Jacka Kaczmarskiego – estakada w Krakowie, w dzielnicy XIII, budowana od marca 2010 do czerwca 2011 roku. Przebiega ona w ciągu ulic Nowohuckiej i Powstańców Wielkopolskich nad skrzyżowaniem z ulicami Klimeckiego oraz płk. Kuklińskiego. Decyzja o patronie obiektu została podjęta już w 2007 roku. Obiekt znajduje się w ciągu drogi wojewódzkiej nr 776.
Estakada jest obiektem składającym się z dwóch niezależnych konstrukcji, dla każdego z kierunków, z których każda konstrukcja posiada jezdnię po dwa pasy ruchu. Szerokość obu jezdni wynosi 7 metrów. W najwyższym punkcie pomost estakady znajduje się na wysokości 6 metrów ponad poziomem skrzyżowania. Koszt budowy estakady wyniósł ok. 38 mln zł. W ramach inwestycji zamontowano ekrany akustyczne. Przebudowana została również tarcza skrzyżowania, ponad którym przebiega estakada. Realizacja estakady miała miejsce równocześnie z budową linii tramwajowej, łączącej Rondo Grzegórzeckie z pętlą Mały Płaszów, przebiegającej pod wiaduktem.